# Аронас
Аронас (грч. Αρωνάς) је насељено место у општини Катерини у периферији Средишња Македонија, Грчка. Према попису из 2021. године било је 292 становника.
Аронас је подигнут насељавањем грчких избегличких породица после 1928. године. На попису из 1940. године Аронас је имао 390 становника.